# Sanford Arms
Sanford Arms è una sitcom statunitense trasmessa dalla NBC nel 1977, a partire dal 16 settembre. La serie è uno degli spin-off di un'altra produzione, Sanford and Son.
Il protagonista, Phil Wheeler, interpretato da Theodore Wilson, compra la vecchia casa di Fred, trasferitosi in Arizona con Lamont. Scopo di Phil è aprire un hotel.
La maggior parte dei personaggi ricorrenti della serie originale hanno recitato anche in questa serie. Grady (Whitman Mayo) ora è sposato con la sua ragazza Dolly, che era apparsa in un episodio della serie originale. Bubba (Don Bexley) lavora al Sanford Arms come fattorino e addetto alla manutenzione. Presente anche Zia Esther (LaWanda Page), alla quale era stato dato l'incarico di aiutare Phil a riscuotere le rate del mutuo. A completare il cast c'è la ragazza di Phil, Jeannie.
La serie non eguagliò il successo del telefilm originale (come accaduto per la serie Grady). A causa delle basse valutazioni furono prodotte solo 8 puntate, e 4 non furono mai mandate in onda, e la serie chiuse i battenti il 14 ottobre 1977.
In Italia il telefilm è a tutt'oggi inedito.
Il tentativo di continuare una serie popolare senza i due protagonisti si rivelò un fallimento. Quando Redd Foxx tornò in televisione ad interpretare nuovamente Fred Sanford nel sequel di breve durata Sanford, tra il 1980 e il 1981, gli eventi di cui si raccontava in Sanford Arms furono completamente ignorati.

## Episodi
| nº | Titolo originale                        | Prima TV USA      |
| -- | --------------------------------------- | ----------------- |
| 1  | Bye, Fred, Hi, Phil                     | 16 settembre 1977 |
| 2  | Phil's Assertion School                 | 23 settembre 1977 |
| 3  | The Grandparents                        | 30 settembre 1977 |
| 4  | Phil's Past                             | 14 ottobre 1977   |
| 5  | The TV Show                             | Non trasmesso     |
| 6  | The Meterman                            | Non trasmesso     |
| 7  | The Wedding Reception                   | Non trasmesso     |
| 8  | The Ernie Williams Memorial Golf Course | Non trasmesso     |